# Cine de terror mexicano
El cine de terror mexicano es un género cinematográfico de películas producidas en México. Estas películas tienen como objeto generar miedo o disgusto en su audiencia.
Es tan antiguo como la época dorada del cine nacional. Actualmente es uno de los géneros más populares en cuanto a preferencia dentro del público mexicano.Ha sido explorado por diversos directores y desarrollado sus propios subgéneros.

## Historia

### Primeros exponentes
La primera película de terror mexicana de la que se tiene registro es La Llorona del director cubano Ramón Peón estrenada en 1933, basada en la leyenda colonial homónima.
Durante la década de 1930 y 1940, el género de terror pasaría a segundo plano con El fantasma del convento (1934) de Fernando de Fuentes y El Baúl Macabro (1936) de Miguel Zacarías siendo los mayores exponentes. El director más destacado de ese tiempo fue Juan Bustillo Oro, con películas como Dos Monjes (1934), El Misterio del Rostro Pálido (1935) y Nostradamus (1937), fuertemente inspiradas en el cine expresionista alemán de los años 20.

### La edad clásica
Durante la segunda mitad de los años 50 surgen en el panorama directores que sentarían precedentes para los distintos subgéneros del cine de terror mexicano que serían desarrollados en las décadas siguientes. Chano Urueta, prolífico director que se inició en la época del cine mudo, ya había tenido sus acercamientos con lo sobrenatural en Profanación (1933) y El signo de la muerte (1939),  su mayor aportación llegaría con La Bestia Magnífica (1952), película en la que introduce por primera vez a los luchadores en el género, al que se le sumaria en la década siguiente Blue Demon el Demonio Azul (1965), Blue Demon Contra el Poder Satánico (1966), Blue Demon Contra las Diabólicas y Blue Demon contra los Cerebros infernales (ambas de 1968), donde el protagonista se enfrenta a monstruos populares mexicanos y estadounidenses. Otras obras suyas dentro del género serían La Bruja (1954), la trilogía de El jinete sin cabeza (1957), antecedente del terror western, El Barón del Terror (1962) y La Cabeza Viviente (1963).
Otro director destacado fue Fernando Méndez con Ladrón de cadáveres (1956), película de terror de luchadores y El Vampiro de 1957, su película de mayor éxito, protagonizada por Germán Robles, actor principal del género por las siguientes dos décadas, introduciendo por primera vez los típicos colmillos del vampiro un año antes que Drácula de Terence Fisher. A esta le seguiría su secuela El ataúd del vampiro (1958) y Misterios de ultratumba (1959), además de terror western como El Grito de la Muerte y Los Diablos del Terror (ambas de 1959). 
En la década de 1960 se multiplica la producción del género con títulos de diferente calidad y directores recurrentes como Rafael Baledón (El pantano de las ánimas, 1956), Federico Curiel (La maldición de Nostradamus, 1961), Miguel Morayta (La invasión de los vampiros, 1963), Benito Alazraqui (Muñecos infernales, 1961), Alfonso Corona Blake (El mundo de los vampiros, 1961) y Alfredo B. Crevenna (Rostro infernal, 1962), entre ellos destaca René Cardona quien además de dirigir sus películas actuaría en varias producciones de la época, entre sus películas más conocidas esta La Llorona (1961), Un Extraño en Casa (1968) y las películas de terror de luchadores Las Luchadoras vs. El Médico Asesino (1963), El Asesino Invisible (1965), La Mujer Murciélago (1968) y Santo en el tesoro de Drácula (1969), esta última levantó polémica por sus escenas de sexo explícito.

### La época dorada

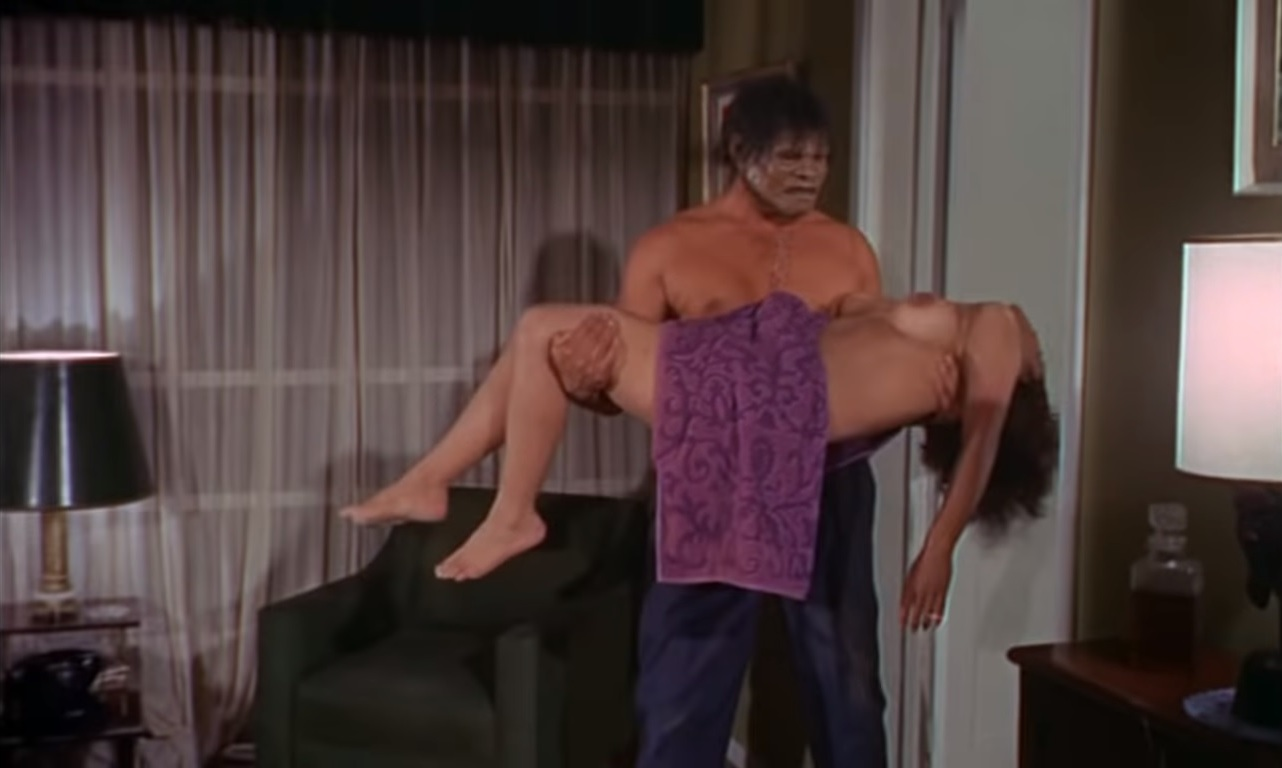
El actor Gerardo Zepeda, caracterizado como monstruo, cargando a la semidesnuda actriz Gina Morett, en una escena de la película La horripilante bestia humana (1969).

En el año de 1968 se estrena Hasta el viento tiene miedo de Carlos Enrique Taboada, uno de los directores más aclamados del género, considerado por la crítica y el público como el maestro de la época dorada del cine de terror mexicano. Iniciando con El libro de piedra de 1969, incursionando en el slasher con Más negro que la noche (1975) y culmina su trilogía clásica con Veneno para las hadas (1984). Sus aportaciones marcarían un parteaguas en la producción nacional, alejándose de los luchadores y monstruos hacia un género más crudo y violento centrado en lo sobrenatural y la brujería.
La influencia del slasher estadounidense y el giallo italiano llegaría a México en la década de 1970, siendo su principal representante Juan López Moctezuma. Comenzando con La Mansión de la Locura (1973), con tintes surrealistas, continuará con Mary, Mary, Bloody Mary (1975) y su más conocida Alucarda, la hija de las tinieblas (1978), esta última se estrenó con una gran polémica por sus temas de satanismo, lesbianismo y sexualidad.
Gilberto Martínez Solares, que ya se había adentrado en el género desde La Casa del Terror (1959), estreno Satánico Pandemónium (1975) alejándose del subgénero de luchadores donde había alcanzado éxito. Arturo Ripstein se adentro en el género con La Tía Alejandra (1979), de inspiración giallo, el terror western sería abandonado en estos años con El Extraño Hijo del Sheriff (1982) de Fernando Durán la última película del subgénero.
Cabe mencionar que en 1985 se estrena una producción  de terror costarricense-mexicana titulada La Segua, dirigida por el cineasta Antonio Yglesias, basada en la leyenda de un monstruo femenino de la mitología mesoamericana.

### Serie B
René Cardona Jr., dirigiría La noche de los mil gatos (1972), Tintorera (1977) y El triángulo diabólico de las Bermudas (1978), iniciando la transición a la serie B con El Ataque de los Pájaros (1987), trabajos que la crítica consideró de muy baja calidad.
Otras películas que recibirían críticas negativas fueron las de René Cardona III con Vacaciones del terror (1988), Alarido del terror (1991) y Colmillos: el Hombre Lobo (1991) y Pedro Galindo III con Pánico en la montaña (1988), Trampa infernal (1989) y Vacaciones del terror 2 (1989). Ese mismo año el director chileno Alejandro Jodorowsky estrenaría Santa Sangre (1989), la cual, a pesar de tener buenas críticas, tendría pobres resultados en taquilla.

### El nuevo cine mexicano
A mediados de los ochenta y principios de la década de los noventa el género del terror se estanco y las producciones fueron cada vez menos, con Cronos (1992), ópera prima de Guillermo del Toro recibiendo buenas críticas. Su siguiente película El espinazo del diablo (2001), una coproducción hispano-mexicana sería un éxito de crítica y taquilla. Entre estas películas se estrenan en México títulos como El Sacristán del Diablo (1992) de Jorge Luke y Sobrenatural (1996) de Daniel Gruener.
Durante la etapa del nuevo cine mexicano de los años dos mil el terror tuvo sus primeros pasos con Las Lloronas (2004) de Lorena Villareal, basada en la leyenda colonial. La misma leyenda se repetiría con J-ok'el de Benjamin Williams y Kilómetro 31 de Rigoberto Castañeda (ambas de 2007). Se estrenan remakes de El Libro de Piedra (2009) de Julio César Estrada y Más Negro Que la Noche (2014) de Henry Bedwell, ambas basadas en películas de Taboada. Destacan las películas Somos Lo Que Hay (2010), de horror caníbal dirigida por Jorge Michel Grau, Ahí Va el Diablo (2012) de Adrián García Bogliano y Visitantes (2014) de Acán Coen. 
El terror incursionaría en la animación mexicana en películas como Ana y Bruno (2019) de Carlos Carrera, Escuela de miedo (2020) de Leopoldo Aguilar y la franquicia de Las Leyendas, que inició con La Leyenda de la Nahuala en 2007 y actualmente cuenta con siete películas y dos series para streaming.
En 2014 se estrena la película antológica México Bárbaro (2014), una colección de ocho historias dirigidas cada una por un director diferente, explorando géneros como cine snuff, gore, experimental, entre otros. La película recibió críticas mixtas y fue seleccionada en Le Marché du Film del Festival de Cannes, actualmente se encuentra en producción una secuela. 

### Época Contemporánea
En 2015 se estrenó en directo para DVD Atroz de Lex Ortega, película gore de metraje encontrado que dividió a la audiencia y crítica profesional. Tenemos la Carne (2016) de Emiliano Rocha Minter exploraría temas como el incesto, el canibalismo y la sexualidad oprimida. También destacan el terror erótico La región salvaje (2016) de Amat Escalante y Vuelven (2017) de Issa López, esta última recibió críticas positivas de diversos medios y autores como Stephen King la consideraron una gran película.

## Subgéneros
Además de las formas típicas del cine estadounidense, europeo y asiático que van desde el tradicional terror gótico de vampiros, hombres lobo, espíritus y demonios hasta el slasher y el gore de psicópatas y adolescentes en peligro, el cine de terror mexicano creó para sí una serie de elementos particulares en sus producciones, siendo populares y recurrentes a lo largo de la historia del género:

### Leyendas
Es curioso que la primera película de terror mexicana no tomara, como en Estados Unidos o Alemania, una obra gótica de la literatura inglesa o francesa como Drácula o El fantasma de la ópera. La llorona ha estado presente en la filmografía nacional desde los inicios del cine sonoro, basándose quizá en los escritos que hiciera de este espectro Artemio de Valle Arizpe a principios del siglo XX, contando con nueve títulos mexicanos, entre los que aborda otros subgéneros como el de los luchadores, trascendiendo al extranjero con al menos tres más. Los otros monstruos o leyendas mexicanas aparecerían con la evolución del género, algunos como adaptación de los monstruos clásicos de la Universal y la Hammer, siendo las momias de Guanajuato y las maldiciones prehispánicas dos de los tópicos más referenciados en las décadas de 1950 y 1960. 

### Luchadores
Una vez que había pasado la época clásica del cine de terror estadounidense, los monstruos que habían importado a México tuvieron una revaloración en ambos países. Mientras en el primero se iba desgastando la fórmula uniendo a sus vampiros y hombres lobo con comediantes, algo que también se probó en México, reinaban en el segundo las cintas de luchadores como El Santo y Blue Demon combatiendo a las criaturas legendarias, literarias, provenientes del espacio o resultado de un experimento científico, con sus llaves, puñetazos y alguna que otra arma especial. Aunque este subgénero dejó de producirse a principios de la década de 1980, sus títulos son considerados un culto entre la crítica y el público tanto nacional como extranjero, como en Francia donde se consideran estos filmes como obras artísticas de estética surrealista.

### Terror western
En medio del éxito que cultivaba el género del viejo oeste en Estados Unidos, trascendiendo sus propias fronteras con el spaghetti western italiano y el chorizo western mexicano, rodado en las planicies de Durango, comienzan a producirse una serie de filmes que conjugaban la estética y psicología de este con elementos propios del terror. El resultado son historias de forajidos, acordadas y pueblos en medio de la nada, ambientados en la revolución o contemporáneos, combatiendo espíritus, maldiciones y monstruos que empiezan a diezmar su población. Este subgénero nacería a la par que el de luchadores, sin embargo se mantendría por más tiempo, llegando a la década de 1980 con títulos rescatables como El hijo del sheriff, antes de perderse en los albores de la década siguiente. Este subgénero volvió a hacer una aparición en 2017 con la película Mis demonios nunca juraron soledad, del director Jorge Leyva.

## Festivales
Como consecuencia natural de la evolución y consolidación del género de terror en el cine y la cultura mexicana, a partir del año 2002 se han creado diversos festivales destinados a la proyección y premiación de películas clásicas y estrenos, especializados en este o en el grupo de géneros fantásticos. El primero y quizá el más importante de ellos nacería en el año ya citado, llamado oficialmente Macabro FICH (Festival Internacional de Cine de Horror de la Ciudad de México), dedicado a las producciones de cine independiente tanto nacionales como extranjeras, homenajeando en cada edición a un director o generación en la historia del género en México o a nivel mundial. Además de promover la visualización de estas producciones, también se ha desempeñado en la producción de estas, convocando concursos de guionistas o apoyando el documental Alucardos (2010).
Tras este podemos encontrar el Mórbido Film Fest, inaugurado en Tlalpujahua, Michoacán en 2008, donde tuvo su sede central hasta 2012, mudándose a Pátzcuaro y posteriormente a Puebla en 2014. Creado a partir de la recuperación del género durante el Nuevo cine Mexicano que en 2007 daría Kilómetro 31, ha logrado crecer más que ningún otro festival de su tipo en México, teniendo muestras itinerantes en 10 estados de la república y 6 países, recorriendo con sus 10 eventos anuales desde Ciudad de La Plata, Argentina hasta Tijuana. Al igual que Macabro FICH cuenta con invitados especiales y dedica sus ediciones a diferentes temas, contando con una fundación con responsabilidad social, libros, revistas, programas de radio y televisión
Además de estos cabría mencionar a otros de carácter estatal como:
- Aurora, Festival Internacional de Cine de Horror de Guanajuato, creado en 2005.
- Post Mortem Fest de Aguascalientes, dedicado desde el 2008 al cine de horror y bizarro.
- Feratum, Festival Internacional de Cine Fantástico, Terror y Sci-fi, fundado en 2012 en Tlalpujahua, Michoacán.
- Oculto film fest, festival de cine fantástico y de terror fundado en 2018 en Ciudad Juárez, Chihuahua.